# Пеньяльсордо
Пеньяльсордо (ісп. Peñalsordo) — муніципалітет в Іспанії, у складі автономної спільноти Естремадура, у провінції Бадахос. Населення — 1180 осіб (2010).
Муніципалітет розташований на відстані близько 210 км на південний захід від Мадрида, 160 км на схід від Бадахоса.

## Демографія
Динаміка населення (INE ):

## Галерея зображень

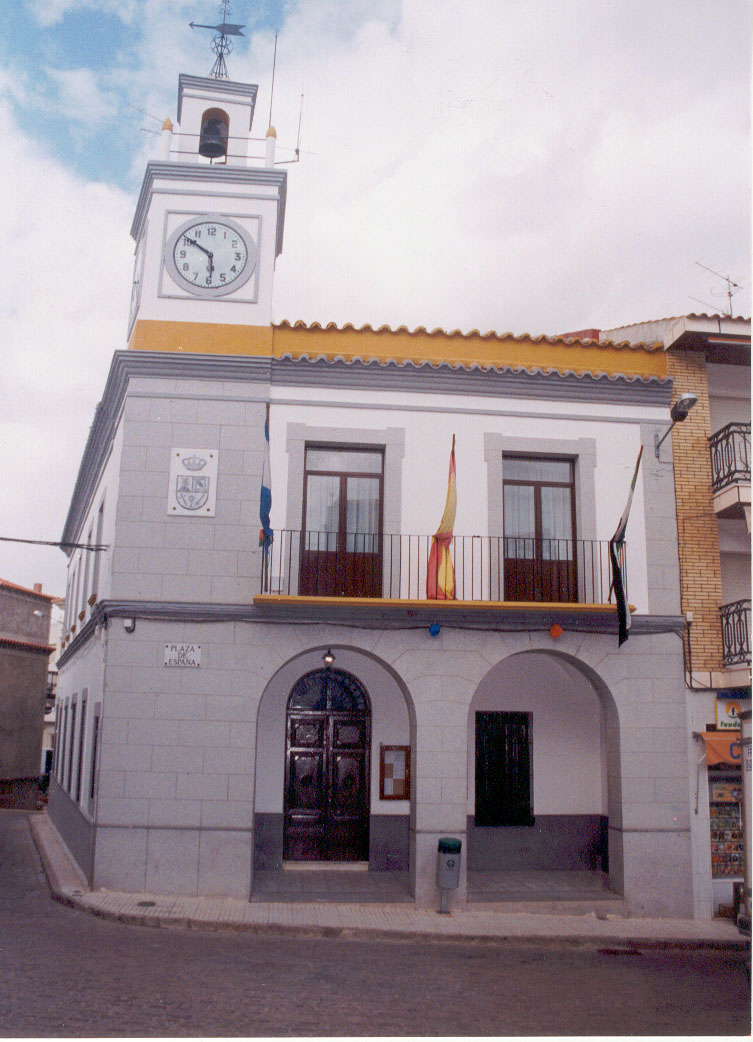
Муніципальна рада
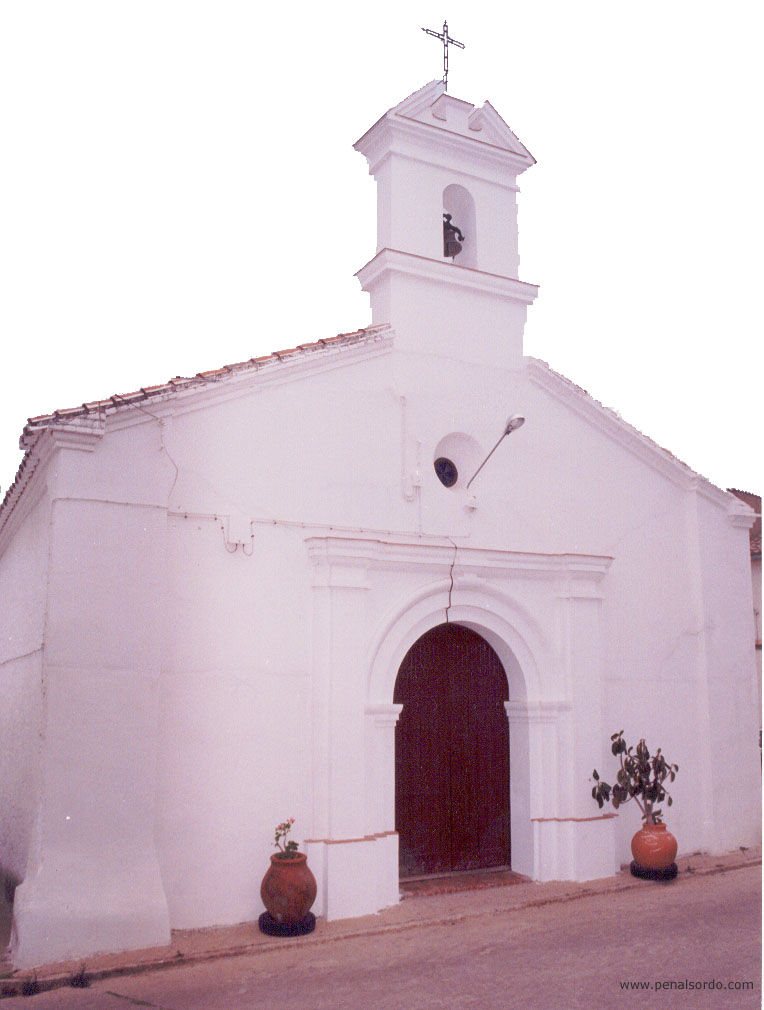
Каплиця Ель-Санто-Крісто
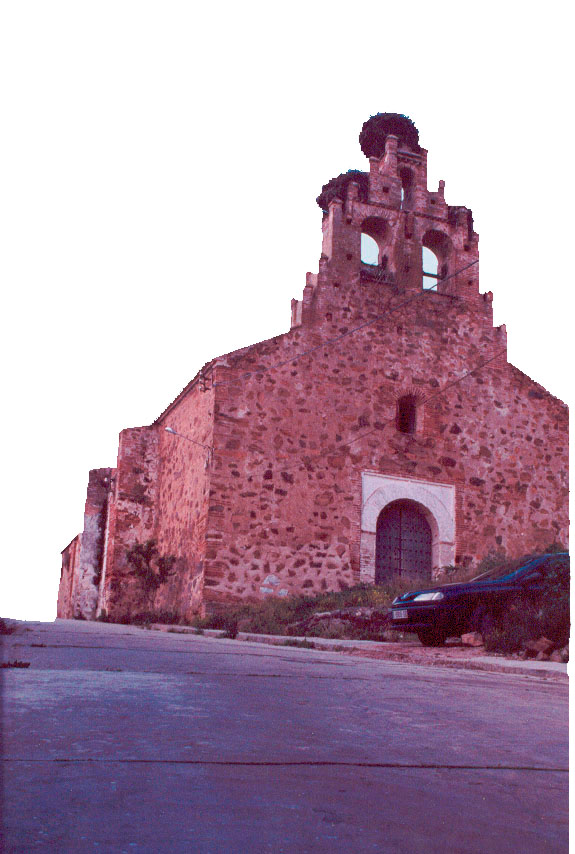
Парафіяльна церква Санта-Бріхіда